# Echizen (Nyū)
Echizen (越前町, Echizen-chō) est un bourg du district de Nyū, dans la préfecture de Fukui, au Japon.

## Géographie

### Démographie
Au 1er février 2014, la population d'Echizen s'élevait à 22 179 habitants répartis sur une superficie de 152,97 km2.

## Histoire
La création d'Echizen date de 2005 après la fusion des bourgs d'Asahi et d'Ota, et du village de Miyazaki.